# Sergio Barbero
Sergio Barbero, född den 17 januari 1969 i Sala Biellese, är en italiensk före detta landsvägscyklist som var professionell från 1992 till 2007. Hans främsta segrar är Giro del Lazio 1999, Tre Valli Varesine 1999, GP Industria & Commercio di Prato 2000, Coppa Bernocchi 2003, Giro della Toscana 1997, samt tre förstaplatser i Japan Cup (1999, 2002, 2003).
Barbero testade positivt för EPO vid Tour de Romandie 2001, vilket meddelades mitt under Giro d'Italia, med följden att hans stall (Lampre) tog honom ur girot den 31 maj. Han deltog därefter inte i någon tävling förrän den 3 mars 2002.

## Meriter
| 1992 10:a i Coppa Placci 1993 4:a i Milano–Torino 1997 Vinnare av Giro di Toscana 2:a totalt i Giro di Puglia Vinnare av etapp 4 2:a i GP Ouest-France 2:a i Giro dell'Emilia 8:a i Trofeo Pantalica 1999 Vinnare av Japan Cup Vinnare av Tre Valli Varesine Vinnare av Giro del Lazio Vinnare av Trofeo dello Scalatore 2:a i Züri Metzgete 2:a i Coppa Placci 3:a i Giro del Piemonte 6:a i GP Industria & Commercio di Prato 6:a i Giro dell'Emilia | 2000 Vinnare av GP Industria & Commercio di Prato Vinnare av etapp 2 i Giro del Trentino 2:a i Giro di Toscana 2:a i GP Industria & Artigianato 2:a i Giro del Lazio 3:a i Coppa Sabatini 6:a i Coppa Placci 7:a i Giro del Veneto 2001 2:a i Trofeo Pantalica 4:a i Rund um den Henninger Turm 2002 Vinnare av Japan Cup 9:a i Giro di Toscana 2003 Vinnare av Japan Cup Vinnare av Coppa Bernocchi 3:a i Giro del Friuli 4:a i Giro del Lazio 8:a i Trofeo Laigueglia | 2004 6:a i GP Industria & Commercio di Prato 9:a i GP Ouest-France 2005 4:a i Giro d'Oro 6:a i GP Industria & Artigianato 7:a totalt i Regio-Tour 2006 6:a i Coppa Agostoni 10:a i Tre Valli Varesine |